# Nikare II.
Nikare II. je bil faraon iz Šestnajste egipčanske dinastije. Dokazan je na nekaj skarebejih iz Britanskega muzeja, Petriejevega muzeja egipčanske arheologije in Fraserjeve zbirke.
Nikareja II. se ne sme zamenjati s faraonom Nikarejem (Osma dinastija), ki je vladal nekaj stoletij pred njim.